# Galindo (antropónimo)
Galindo es un antropónimo español de origen desconocido. El uso más antiguo de este nombre se localiza en los actuales territorios del País Vasco, Navarra, Cataluña y Aragón. De Galindo derivó el apellido patronímico Galíndez. Sin embargo, y dado que se trata de un apellido tomado de un nombre de pila, no existe necesariamente parentesco entre quienes lo portan.

## Origen
La periodista Jurate Rosales señala que se trata de un nombre originado en los pueblos bálticos, el cual llegó a España con los godos, a quienes considera también de ese origen. Entre las evidencias que aduce figura la existencia de una tribu prusiana de ese nombre; los galindios. Otros autores ya habían sugerido esta identificación, pero considerando a Galindo como un nombre germánico. El historiador Luis García Moreno, por su parte, también cree que el nombre Galindo está relacionado con los galindos de Prusia, un pueblo que considera protobáltico pero fuertemente influenciado por los germanos, elementos del cual pudieron unirse a los pueblos góticos (los gutones de las fuentes romanas) con los cuales arribaron a la península ibérica. Esta antigua pertenencia tribal reaparecería con el visigotismo de los primeros siglos de la Reconquista.

## Historia en España
Según Jerónimo Zurita, en sus "Anales de Aragón"; Adeca, noble godo que luchó en la batalla de Guadalete, fue Duque de Cantabria. Su hijo Gudón, pasó los Pirineos y se casó con la heredera del Ducado de Aquitania, con quien tuvo varios hijos. Aznar Nitarra, uno de ellos, se estableció de nuevo al sur de la cordillera en la época de Carlos Martel. Tuvo dos hijos, Aznar I Galíndez, Conde de Aragón y Eudón, Señor de Vizcaya. Aznar fue padre de un Galindo, quien fundó, dice "...ilustre solar en la villa de Tresjuncos, en las tierras de Aragón. Sus descendientes se establecieron en Écija, donde todos los pertenecientes al linaje Galindo fueron después considerados, tuvieron importantes cargos e importantes y honoríficas distinciones".[cita requerida]
En el siglo XIX, el erudito Juan Antonio Llorente consideró  "patraña" y "fábula mal forjada" esta referencia : a las que también relativiza la investigación moderna.

## Escudo de armas
Existen varios escudos atribuidos a esta familia, el más antiguo de ellos es campo de sinople, tres bandas, de oro, cargadas cada una de una cotiza, de gules.

## Galinda
Existen algunos casos de uso del nombre femenino Galinda.

Jimeno Vela, que fué Rico-home del Rey D. Ordoño II, como consta de una donacion hecha á la Santa Iglesia de Oviedo en la era de 960, que es año 922; casó con doña Galinda Bernardo, hija del celebrado Bernardo del Carpio y de su mujer Madama Galinda, hija del Conde Alardos de Lere, caballero de la más ilustre nobleza de Francia. De esta union fue hijo Bernardo Jimenez, Rico-home y Conde de Leon.